# Христо Гунчев
Христо Гунчев е български художник.

## Биография
Роден е през 1875 г. в с. Миндя, област Велико Търново. Учи в Елена и в Търновската гимназия, заедно с художника Христо Берберов, а техен учител по рисуване е Ото Хорейши. През 1894 г. е приет в Художествената академия „Албертина“ в Торино. Изкарва пълният шестгодишен курс и завършва през 1900 г. По време на следването си пътува из Италия и посещава музеите и Световното изложение в Париж през 1900 г. След завръщането си в България става учител по рисуване във Видин, после в Русе и 22 години в Първа софийска девическа гимназия. Става член на Дружество на художниците в България и участва в неговите изложби – II Обща художествена изложба (1914 – 1915), Ш Съвместна изложба с дружество „Съвременно изкуство“ (1919), Юбилейна изложба (1921), Съвместна изложба с дружество „Съвременно изкуство“ (1922). Участва главно с пейзажи и битови композиции. Последното свидетелство от него са спомените, разказани на Стефан Митов, който го анкетира за Георги Митов в дома му през 1954 г.